# Seconda Torre
La Cesta, conosciuta anche come Fratta (indicata spesso come "Torre della Fratta") o semplicemente Seconda Torre, è una delle tre torri che dominano sulla Città di San Marino.
La Cesta è raffigurata sulle monete euro sammarinesi da un euro della seconda serie.

## Storia e descrizione

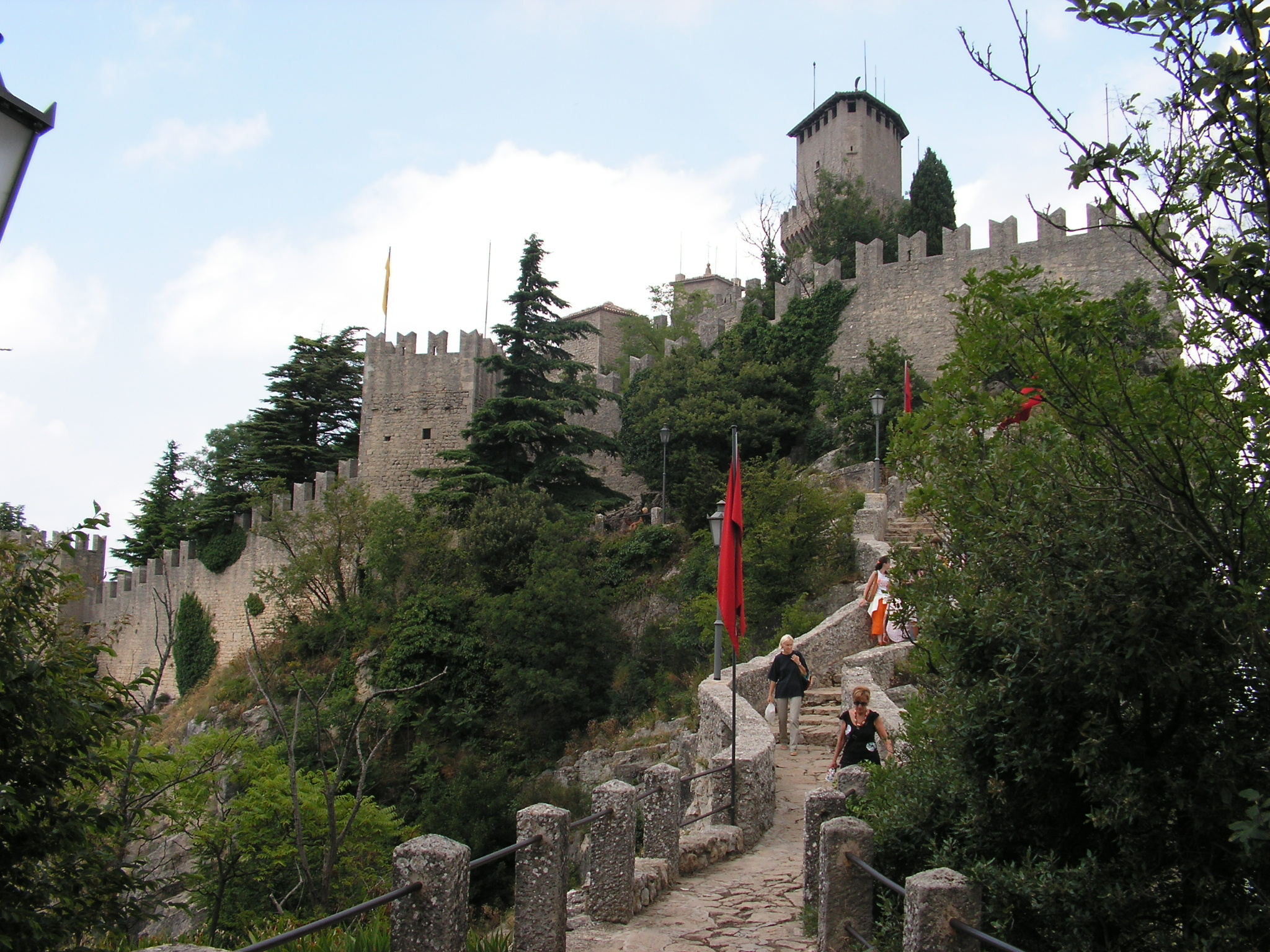
Salita alla Cesta, con la prima torre sullo sfondo

La Cesta sorge sulla vetta più alta del Monte Titano (755 m s.l.m.) ed il suo nucleo primitivo, come si evince dall'etimologia della parola, era utilizzata come torre d'avvistamento già in epoca romana mentre la sua presenza è citata in un documento del 1253.
Nel 1320 fu dotata di un altro muro e da una serie di fortificazioni che costituiscono la seconda cinta difensiva della città.
La porta attraverso la quale è possibile accedere all'interno, fu aperta nel XVI secolo e rifatta nel 1596 come suggerisce un'incisione presente ai lati dello Stemma della Repubblica.
Sebbene la torre sia stata più volte oggetto di restauri e modifiche, presenta ancora l'aspetto che contraddistingue le torri medievali con tanto di caditoie e balestriere.
Il fortilizio è stato restaurato nel 1924 con un intervento che l'ha salvato dal degrado restituendo l'aspetto originario.

## Museo delle armi antiche
La Cesta è sede del Museo delle armi antiche di San Marino dal 1956, dove sono esposti circa 700 esemplari di armi appartenenti a diverse tipologie ed epoche di realizzazione.
L'esposizione si articola su quattro differenti sale e ospita alcuni importanti esemplari di armatura, armi in asta, armi da fuoco a miccia, a ruota, a pietra focaia o armi sperimentali dell'Ottocento.